# Boucé (Orne)
Boucé és un municipi francès situat al departament de l'Orne i a la regió de Normandia. L'any 2007 tenia 586 habitants.

## Demografia

### Població
El 2007 la població de fet de Boucé era de 586 persones. Hi havia 251 famílies de les quals 82 eren unipersonals (31 homes vivint sols i 51 dones vivint soles), 98 parelles sense fills, 63 parelles amb fills i 8 famílies monoparentals amb fills.
La població ha evolucionat segons el següent gràfic:
Habitants censats

### Habitatges
El 2007 hi havia 325 habitatges, 254 eren l'habitatge principal de la família, 34 eren segones residències i 37 estaven desocupats. 311 eren cases i 12 eren apartaments. Dels 254 habitatges principals, 193 estaven ocupats pels seus propietaris, 56 estaven llogats i ocupats pels llogaters i 5 estaven cedits a títol gratuït; 5 tenien una cambra, 15 en tenien dues, 45 en tenien tres, 58 en tenien quatre i 132 en tenien cinc o més. 165 habitatges disposaven pel capbaix d'una plaça de pàrquing. A 123 habitatges hi havia un automòbil i a 98 n'hi havia dos o més.

### Piràmide de població
La piràmide de població per edats i sexe el 2009 era:
| Homes | Edats   | Dones |
| ----- | ------- | ----- |
| 0     | 95 o +  | 0     |
| 0     | 90 a 94 | 0     |
| 8     | 85 a 89 | 16    |
| 4     | 80 a 84 | 4     |
| 16    | 75 a 79 | 16    |
| 16    | 70 a 74 | 28    |
| 8     | 65 a 69 | 8     |
| 12    | 60 a 64 | 8     |
| 12    | 55 a 59 | 16    |
| 36    | 50 a 54 | 28    |
| 8     | 45 a 49 | 12    |
| 20    | 40 a 44 | 12    |
| 20    | 35 a 39 | 16    |
| 32    | 30 a 34 | 20    |
| 24    | 25 a 29 | 24    |
| 20    | 20 a 24 | 12    |
| 8     | 15 a 19 | 16    |
| 16    | 10 a 14 | 20    |
| 24    | 5 a 9   | 24    |
| 16    | 0 a 4   | 16    |

## Economia
El 2007 la població en edat de treballar era de 345 persones, 251 eren actives i 94 eren inactives. De les 251 persones actives 232 estaven ocupades (134 homes i 98 dones) i 20 estaven aturades (10 homes i 10 dones). De les 94 persones inactives 34 estaven jubilades, 20 estaven estudiant i 40 estaven classificades com a «altres inactius».

### Ingressos
El 2009 a Boucé hi havia 265 unitats fiscals que integraven 605 persones, la mediana anual d'ingressos fiscals per persona era de 15.674 €.

### Activitats econòmiques
Dels 32 establiments que hi havia el 2007, 1 era d'una empresa alimentària, 2 d'empreses de fabricació d'altres productes industrials, 5 d'empreses de construcció, 10 d'empreses de comerç i reparació d'automòbils, 1 d'una empresa de transport, 1 d'una empresa d'hostatgeria i restauració, 3 d'empreses de serveis, 7 d'entitats de l'administració pública i 2 d'empreses classificades com a «altres activitats de serveis».
Dels 8 establiments de servei als particulars que hi havia el 2009, 3 eren tallers de reparació d'automòbils i de material agrícola, 2 fusteries, 1 lampisteria, 1 electricista i 1 perruqueria.
Dels 6 establiments comercials que hi havia el 2009, 2 eren botiges de menys de 120 m², 1 una botiga de menys de 120 m², 2 carnisseries i 1 una botiga de roba.
L'any 2000 a Boucé hi havia 36 explotacions agrícoles que ocupaven un total de 1.584 hectàrees.

## Equipaments sanitaris i escolars
L'únic equipament sanitari que hi havia el 2009 era una farmàcia.
El 2009 hi havia una escola elemental integrada dins d'un grup escolar amb les comunes properes formant una escola dispersa.

## Poblacions més properes
El següent diagrama mostra les poblacions més properes.